# Płaczliwe Kazalnice

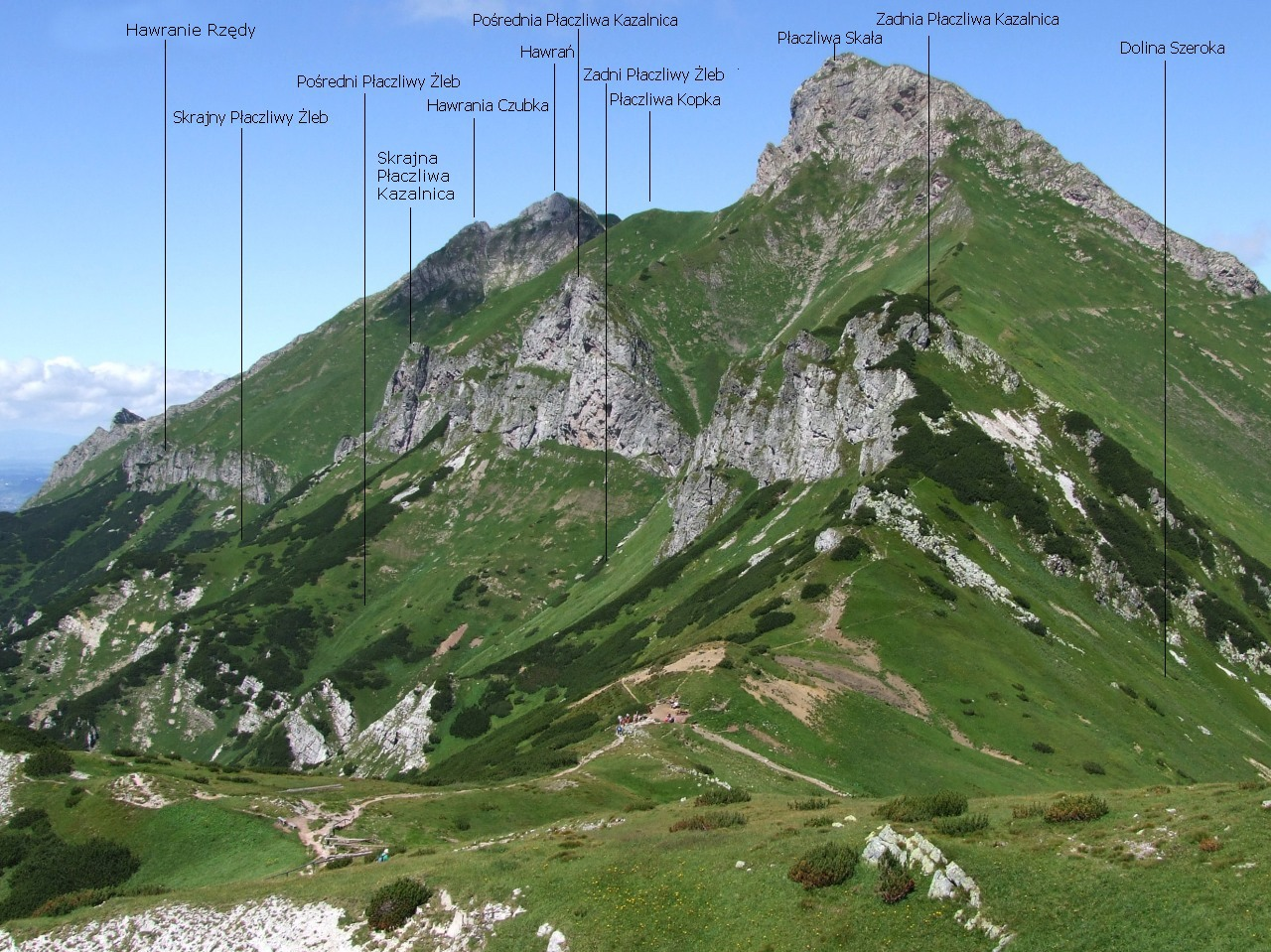
Hawrań, Płaczliwa Skała i znajdujące się na niej 3 Płaczliwe Kazalnice, poniżej Szeroka Przełęcz

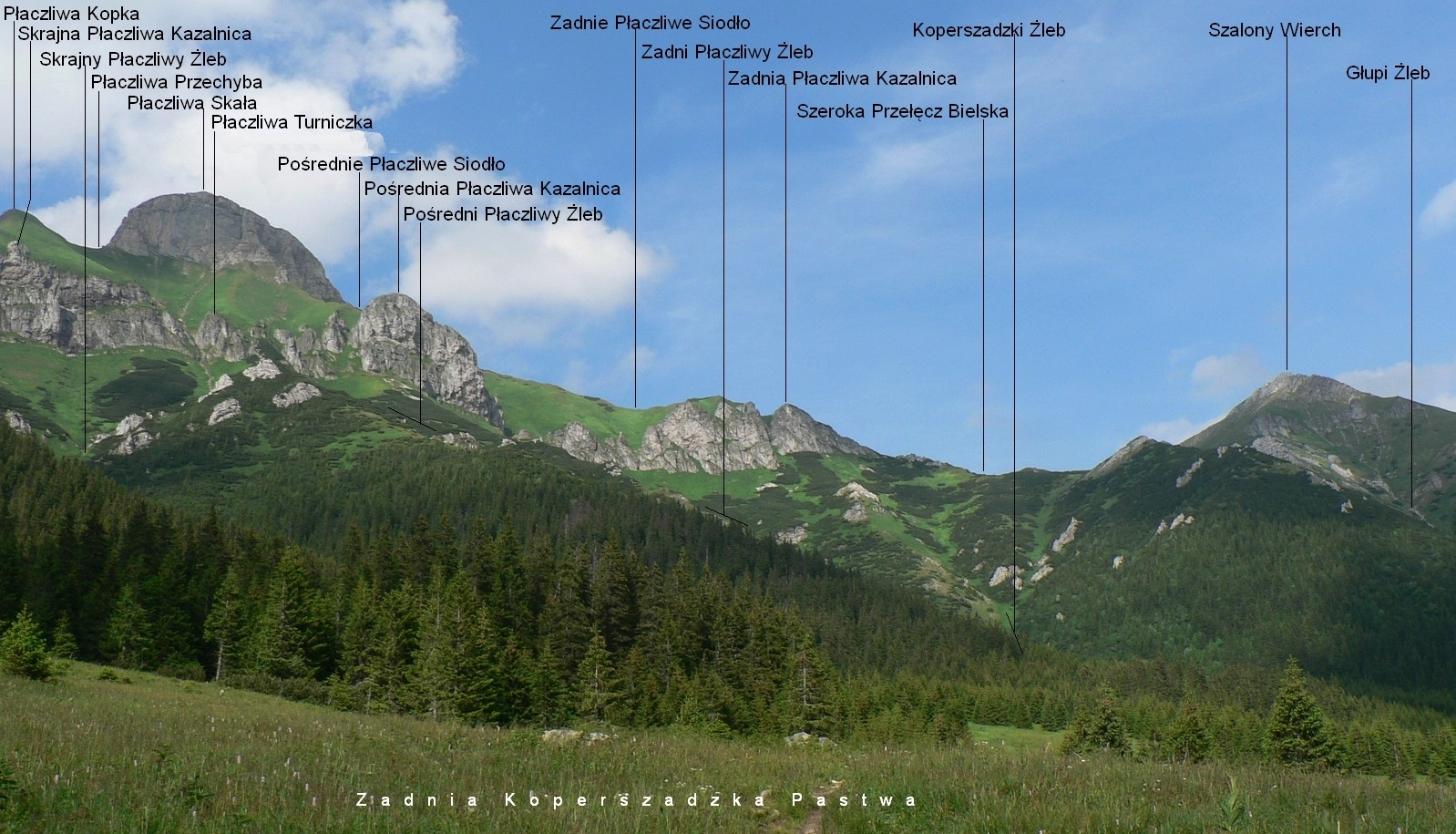

Płaczliwe Kazalnice – trzy wapienne turnie w masywie Płaczliwej Skały w słowackich Tatrach Bielskich. Tworzą formację należącą do długiego pasa skał zwanego Wyżnimi Rzędami. Płaczliwe Kazalnice znajdują się na południowych, opadających do Doliny Zadnich Koperszadów stokach tego szczytu, powyżej Szerokiej Przełęczy Bielskiej. W kierunku od zachodu na wschód są to: 
- Skrajna Płaczliwa Kazalnica, od grzędy Płaczliwej Kopki oddzielona Skrajnym Płaczliwym Siodłem,
- Płaczliwa Turniczka,
- Pośrednia Płaczliwa Kazalnica (1959 m), od grzędy Płaczliwej Skały oddzielona Pośrednim Płaczliwym Siodłem,
- Zadnia Płaczliwa Kazalnica (1923 m), od grzbietu Płaczliwej Skały oddzielona Zadnim Płaczliwym Siodłem[2].

Zadnia Płaczliwa Kazalnica znajduje się w grani głównej Tatr Bielskich, trzy pozostałe na grzędach opadających na południe z Płaczliwej Skały. Z grzęd tych są łatwo osiągalne. Pomiędzy grzędami i znajdującymi się w nich Płaczliwymi Kazalnicami do Doliny Zadnich Koperszadów opada kilka żlebów. W kierunku od zachodu na wschód są to: 
- Szeroki Żleb Bielski,
- Skrajny Płaczliwy Żleb,
- Pośredni Płaczliwy Żleb,
- Zadni Płaczliwy Żleb,
- Koperszadzki Żleb[2].

Wierzchołki Płaczliwych Kazalnic są dość łagodne i trawiaste, od południowej strony turnie te podcięte są wapiennymi ścianami o wysokości dochodzącej do 50 m. Poniżej Płaczliwych Kazalnic znajduje się drugi, mniejszy i mniej wybitny pas skał zwany Niżnimi Rzędami.
Płaczliwe Kazalnice znajdują się na obszarze ochrony ścisłej, na którym zabroniona jest turystyka i taternictwo. Jedynie północne zbocza Zadniej Płaczliwej Kazalnicy trawersuje znakowany szlak turystyczny. 

## Szlak turystyczny
Zdziar – Dolina Mąkowa – Dolina do Regli – Dolina Szeroka Bielska – Zadnia Płaczliwa Kazalnica – Szeroka Przełęcz Bielska – Szalony Przechód – Przełęcz pod Kopą. Suma podejść 1075 m, czas przejścia: 3.55 h, ↓ 3.10 h